# Брегадзе, Александр Вадимович
Алекса́ндр Вади́мович Брега́дзе (род. 2 ноября 1951) — российский дипломат. Чрезвычайный и полномочный посол (2014).

## Биография
Окончил Московский архитектурный институт (1972) и Дипломатическую академию МИД СССР (1978). 
Кандидат исторических наук. На дипломатической работе с 1976 года.
- В 1979—1983 годах — атташе, третий секретарь Посольства СССР во Франции.
- В 1983—1988 годах — третий, второй секретарь Первого европейского отдела МИД СССР.
- В 1988—1993 годах — первый секретарь Посольства СССР (с 1991 — России) в Мавритании, и.о. временного поверенного в делах России в Мавритании.
- В 1993—1996 годах — советник, старший советник Первого европейского отдела МИД России.
- В 1996—2000 годах — советник Посольства России в Бельгии.
- В 2001—2003 годах — заместитель директора Первого Европейского департамента МИД России.
- С 27 октября 2003 по 20 января 2009 года — чрезвычайный и полномочный посол Российской Федерации в Джибути[1][2].
- В 2009—2011 годах — заместитель директора Департамента по связям с субъектами федерации, парламентом и общественными объединениями МИД России.
- С 27 января 2011 по 4 марта 2019 года — чрезвычайный и полномочный посол Российской Федерации в Гвинее[3][4].
- С 6 июня 2011 по 4 марта 2019 года — чрезвычайный и полномочный посол Российской Федерации в Сьерра-Леоне по совместительству[5][4].

## Семья
Женат, имеет двух сыновей.

## Награды
- Знак отличия «За безупречную службу» ХL лет (28 ноября 2018) — за большой вклад в реализацию внешнеполитического курса Российской Федерации и многолетнюю государственную службу[6]

## Дипломатический ранг
- Чрезвычайный и полномочный посланник 2 класса (10 декабря 2002)[7].
- Чрезвычайный и полномочный посланник 1 класса (6 марта 2007)[8].
- Чрезвычайный и полномочный посол (4 июня 2014)[9].